# Take Your Pills
Take Your Pills (traducible como “Tómese la pastilla” o “Tómese su medicina”) es un documental de 2018, dirigido por Alison Klayman y producido por Motto Pictures y Netflix Studios. Explora los efectos negativos y positivos del Adderall, a la vez que las presiones que conducen a tomar esos tipos de estimulantes para obtener mayor rendimiento en el trabajo y los estudios.

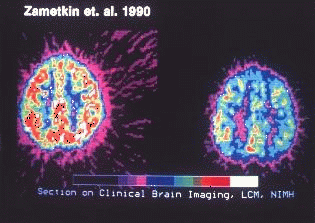
Actividad metabólica cerebral en personas sin TDAH (izquierda) y con él (derecha), síndrome conductual ampliamente tratado, por transitividad, en el documental.

El documental desarrolla su tema a través de una serie de entrevistas con médicos, personas que están consumiendo Adderall y otras que han abandonado su ingesta.

También introduce la historia de la producción de las anfetaminas y cómo ha evolucionado el enfoque legal y médico de estas drogas.

El filme fue producido por Maria Shriver y Christina Schwarzenegger y tuvo su presentación mundial en el festival South by Southwest, en la sección de documental destacado.

Incluye entrevistas a personalidades como Eben Britton (exjugador profesional de la NFL) o Anjan Chatterjee (neurocientífico).